# Campionati mondiali di judo 2003
I Campionati mondiali di judo 2003 si sono svolti a Osaka (Giappone) dall'11 al 14 settembre 2003.

## Risultati

### Uomini
| Evento        | Oro               | Argento              | Bronzo                               |
| fino a 60 kg  | Choi Min-Ho       | Craig Fallon         | Tadahiro Nomura Anis Lounifi         |
| fino a 66 kg  | Arash Miresmaeili | Larbi Benboudaoud    | Yordanis Arencibia Magomed Dzhafarov |
| fino a 73 kg  | Lee Won-Hee       | Daniel Fernandes     | João Neto Vitaliy Makarov            |
| fino a 81 kg  | Florian Wanner    | Sergei Aschwanden    | Robert Krawczyk Aleksei Budõlin      |
| fino a 90 kg  | Hwang Hee-Tae     | Zurab Zviadauri      | Siarhei Kukharenka Carlos Honorato   |
| fino a 100 kg | Kōsei Inoue       | Ghislain Lemaire     | Ihar Makarau Mário Sabino            |
| oltre 100 kg  | Yasuyuki Muneta   | Dennis van der Geest | Tamerlan Tmenov Yevgen Sotnikov      |
| Open          | Keiji Suzuki      | Indrek Pertelson     | Abdullo Tangriev Movlud Miraliyev    |

### Donne
| Evento       | Oro              | Argento             | Bronzo                                  |
| fino a 48 kg | Ryōko Tamura     | Frédérique Jossinet | Neşe Şensoy Danieska Carrión            |
| fino a 52 kg | Amarilis Savón   | Annabelle Euranie   | Raffaella Imbriani Yuki Yokosawa        |
| fino a 57 kg | Kye Sun-Hui      | Yvonne Bönisch      | Yurisleidis Lupetey Deborah Gravenstijn |
| fino a 63 kg | Daniela Krukower | Driulis González    | Anna von Harnier Ylenia Scapin          |
| fino a 70 kg | Masae Ueno       | Regla Leyén         | Edith Bosch Annett Böhm                 |
| fino a 78 kg | Noriko Anno      | Yurisel Laborde     | Edinanci Silva Esther San Miguel        |
| oltre 78 kg  | Sun Fuming       | Maki Tsukada        | Tea Donguzashvili Karina Bryant         |
| Open         | Tong Wen         | Karina Bryant       | Mara Kovačević Daima Beltrán            |

### Medagliere
| Posizione | Paese               | Oro | Argento | Bronzo | Totale |
| --------- | ------------------- | --- | ------- | ------ | ------ |
| 1         | Giappone            | 6   | 1       | 2      | 9      |
| 2         | Corea del Sud       | 3   | 0       | 0      | 3      |
| 3         | Cina                | 2   | 0       | 0      | 2      |
| 4         | Cuba                | 1   | 3       | 4      | 8      |
| 5         | Germania            | 1   | 1       | 3      | 5      |
| 6         | Argentina           | 1   | 0       | 0      | 1      |
| 6         | Iran                | 1   | 0       | 0      | 1      |
| 6         | Corea del Nord      | 1   | 0       | 0      | 1      |
| 9         | Francia             | 0   | 5       | 0      | 5      |
| 10        | Regno Unito         | 0   | 2       | 1      | 3      |
| 11        | Paesi Bassi         | 0   | 1       | 2      | 3      |
| 12        | Estonia             | 0   | 1       | 1      | 2      |
| 13        | Georgia             | 0   | 1       | 0      | 1      |
| 13        | Svizzera            | 0   | 1       | 0      | 1      |
| 15        | Russia              | 0   | 0       | 4      | 4      |
| 16        | Brasile             | 0   | 0       | 3      | 3      |
| 17        | Bielorussia         | 0   | 0       | 2      | 2      |
| 18        | Azerbaigian         | 0   | 0       | 1      | 1      |
| 18        | Italia              | 0   | 0       | 1      | 1      |
| 18        | Polonia             | 0   | 0       | 1      | 1      |
| 18        | Portogallo          | 0   | 0       | 1      | 1      |
| 18        | Serbia e Montenegro | 0   | 0       | 1      | 1      |
| 18        | Spagna              | 0   | 0       | 1      | 1      |
| 18        | Tunisia             | 0   | 0       | 1      | 1      |
| 18        | Turchia             | 0   | 0       | 1      | 1      |
| 18        | Ucraina             | 0   | 0       | 1      | 1      |
| 18        | Uzbekistan          | 0   | 0       | 1      | 1      |
| Totale    | Totale              | 16  | 16      | 32     | 64     |